# Xamanisme siberià

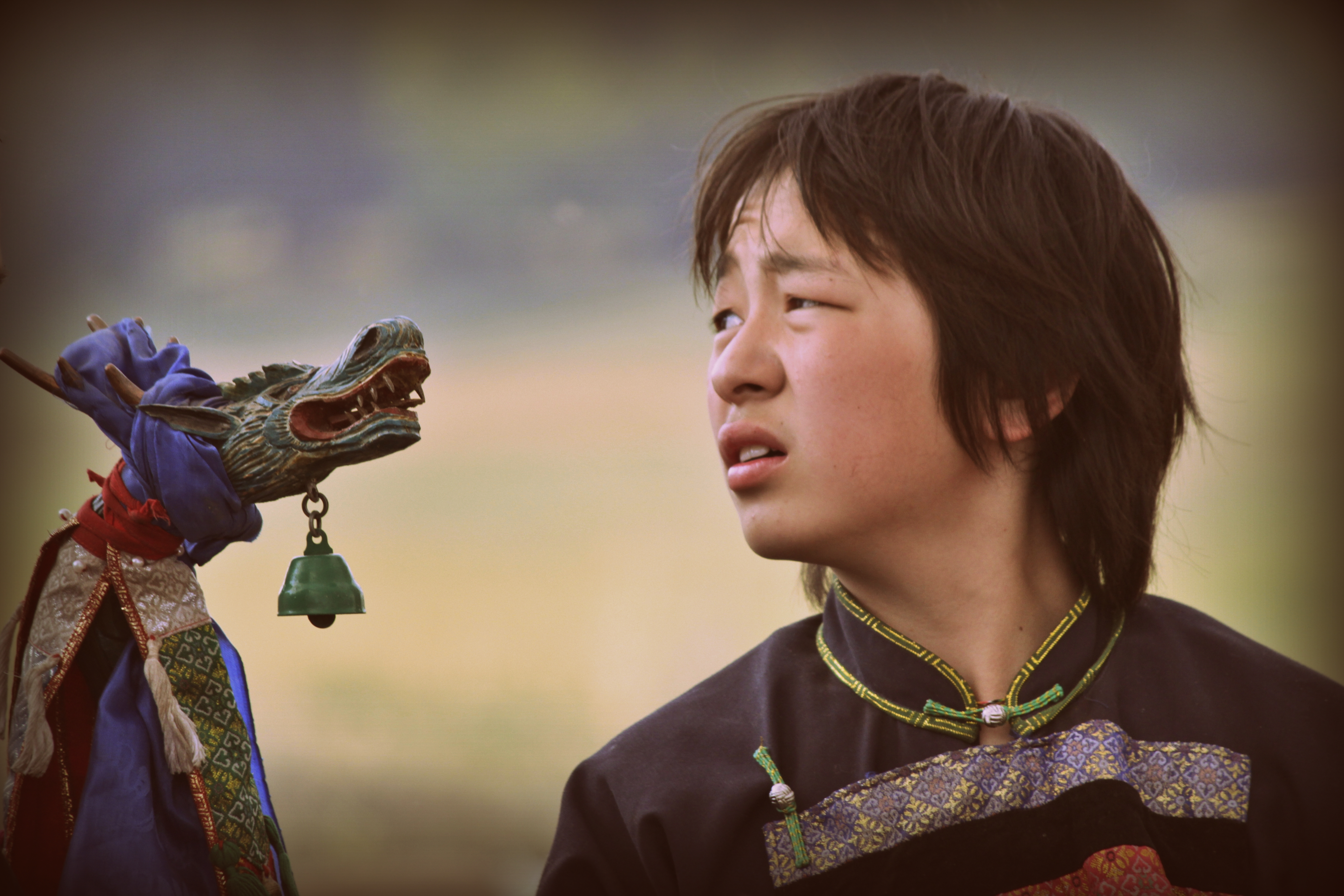
Un jove buriat en un ritual xamànic

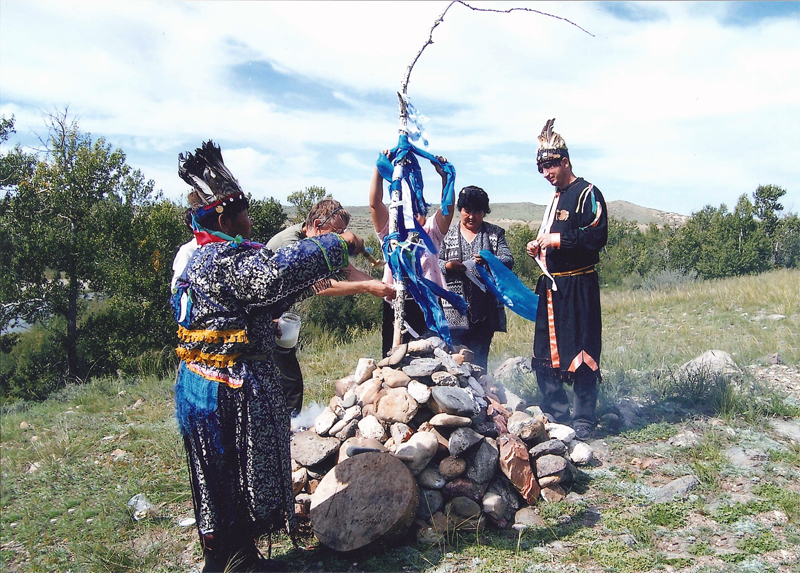
El xamà tuvinian Tash-ool Buuevich Kunga consagrant un ovoo

Una important minoria dels habitants d'Àsia del Nord, especialment a Sibèria, segueixen el conjunt de pràctiques religioses i culturals conegut com a xamanisme. Alguns investigadors consideren la regió de Sibèria com el bressol del xamanisme.
Els habitants de Sibèria es divideixen en diversos grups ètnics, molts dels quals continuen practicant el xamanisme en l'actualitat. Molts etnògrafs clàssics van creure trobar als pobles siberians les arrels de la idea de xamanisme, ja que la regió posseeix una àmplia varietat de cultures, pràctiques i creences que cauen dins aquesta categoria.

## Termes per a «xaman» i «dona xaman» en diferents llengües de Sibèria
- «Xaman»: saman (llengües nedigal, nanái, ulcha i orok), sama (llengua manxú). La variant /šestimen/ (pronunciat «shaman») es troba en la llengua evenki, d'on va passar al rus.
- «Xaman»: alman, olman, wolmen (llengua iukaguir).[4]
- «Xaman»: [qam] (llengües tàtar, shor i oirat), [xam] (llengües tuvanià i tofalar).
- La paraula buriat per a «xaman» és бөө (böö) [bøː], del mongol antic böge.[5]
- «Dona xaman»: [iduɣan], AFI: [udaɣan]: (llengua iacut), udagan (buriat), udugan (evenki, lamut), odogan (nedigal). Altres variants que poden trobar-se en diverses llengües siberianes inclouen utagan, ubakan, utygan, utügun, iduan i duana. Totes elles estan basades en el nom mongol de Etügen, la deessa de la llar, i Etügen Eke, la «Mare Terra». L'antropòloga Maria Czaplicka va assenyalar que els termes usats per denominar al xaman masculí en les llengües siberianes tenen diferents arrels. ; mentre que els termes per denominar a les dones xaman procedeixen gairebé sempre de la mateixa arrel. Basant-se en això, va proposar la teoria que la pràctica del xamanisme femení va ser establerta abans que el xamanisme masculí, de manera que «els xamans originaris van ser dones».[6]

## Viatges espirituals
Els xamans siberians realitzaven viatges espirituals (representacions dels seus somnis màgics en els quals rescataven l'ànima del pacient) en els seus rituals de curació, com podem trobar entre els pobles oroch, altái i nganasan.

## Cançons i música

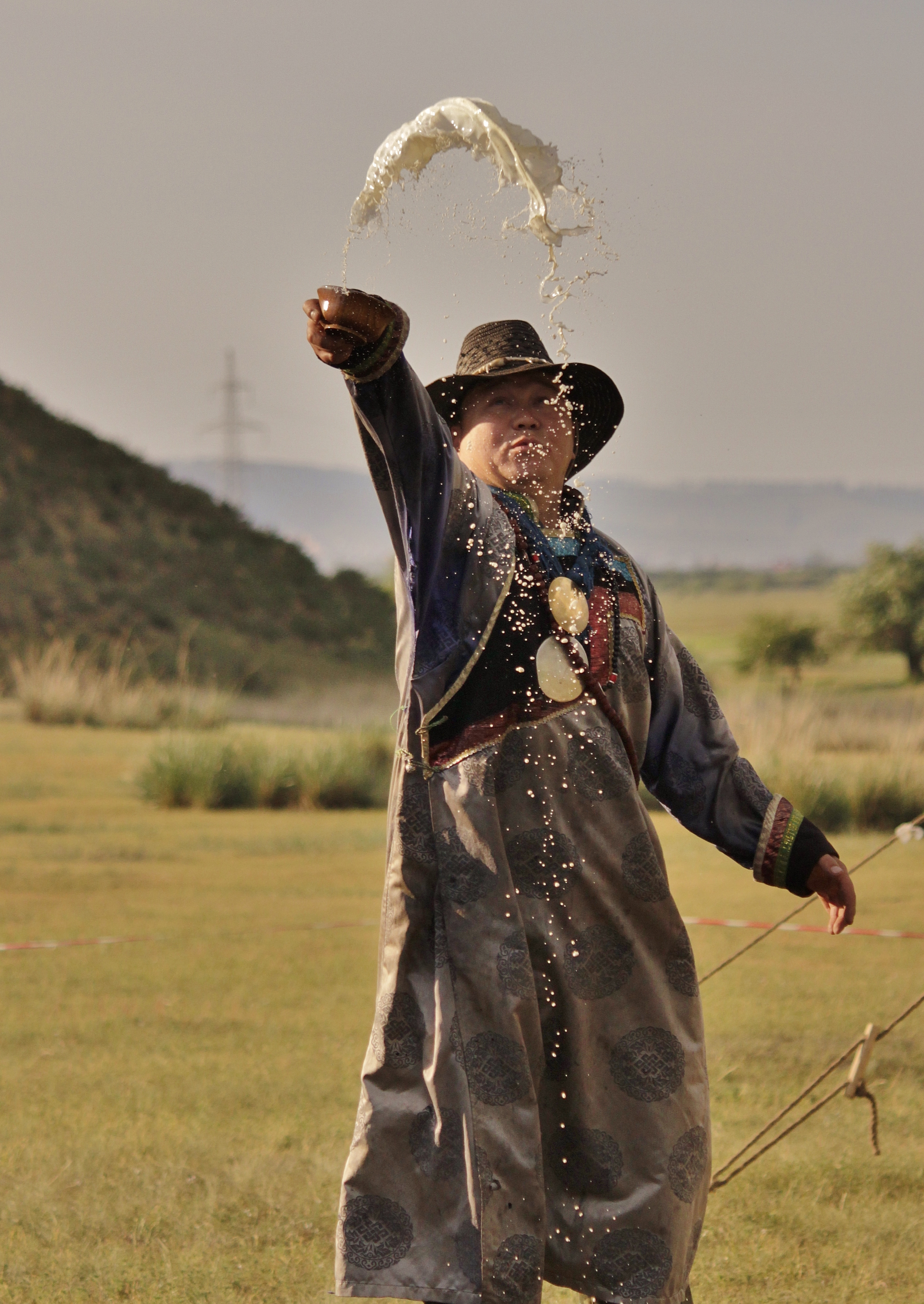
Un xaman buriat realitzant una libació.

Les pràctiques xamàniques són molt diverses, fins i tot si només ens cenyim al territori de Sibèria. En algunes cultures, la música o les cançons emprades en la pràctica xamànica imiten sons naturals, de vegades mitjançant l'onomatopeia.
Aquesta pràctica pot observar-se entre els noaides dels pobles sami. Malgrat que els sami no habiten a Sibèria, moltes de les seves creences i pràctiques xamàniques eren similars a les d'algunes cultures siberianes. El cant Joik dels sami era freqüentment utilitzat en ritus xamànics. Recentment, el joik es canta en dos estils diferents: un d'ells és cantat només per persones joves, mentre que l'estil tradicional, més semblant a un remor, recorda a la recitació d'un encanteri. Alguns joiks traten d'imitar sons naturals, en clar contrast amb l'estil del bel canto, que més aviat intenta desenvolupar el potencial de la veu per aconseguir un so gairebé «sobrehumà».
La intenció d'imitar sons naturals també està present en algunes cultures siberianes, per exemple en certes cançons xamàniques, o mitjançant l'ocupació del cant difònic.
- En un cant xamànic del poble soyot s'imita el so de les aus i del llop per representar els esperits guia del xaman.[13]
- En les cerimònies xamàniques del poble nganasan, algunes dones imitaven el so d'una cria de ren per obtenir fertilitat.[14] El 1931, Andrei Alexandrovich Popov (A. Popov 1902-1960) va presenciar al xaman nganasan Dyukhade Kosterkin imitar el so d'un os polar, animal en el qual, d'acord amb la creença, s'hauria transformat.[15]

La mímesis fonètica no es troba només en les cultures siberianes ni està necessàriament lligada a les pràctiques o creences xamàniques. El cant de gola inuit, realitzat per dones, és un exemple de música inuit que utilitza el cant difònic, i, en alguns casos, la imitació de sons naturals (sobretot d'animals, per exemple oques). Aquesta imitació de sons naturals també pot tenir finalitats pràctiques, per exemple com a reclam durant la caça.

## Grups lingüístics

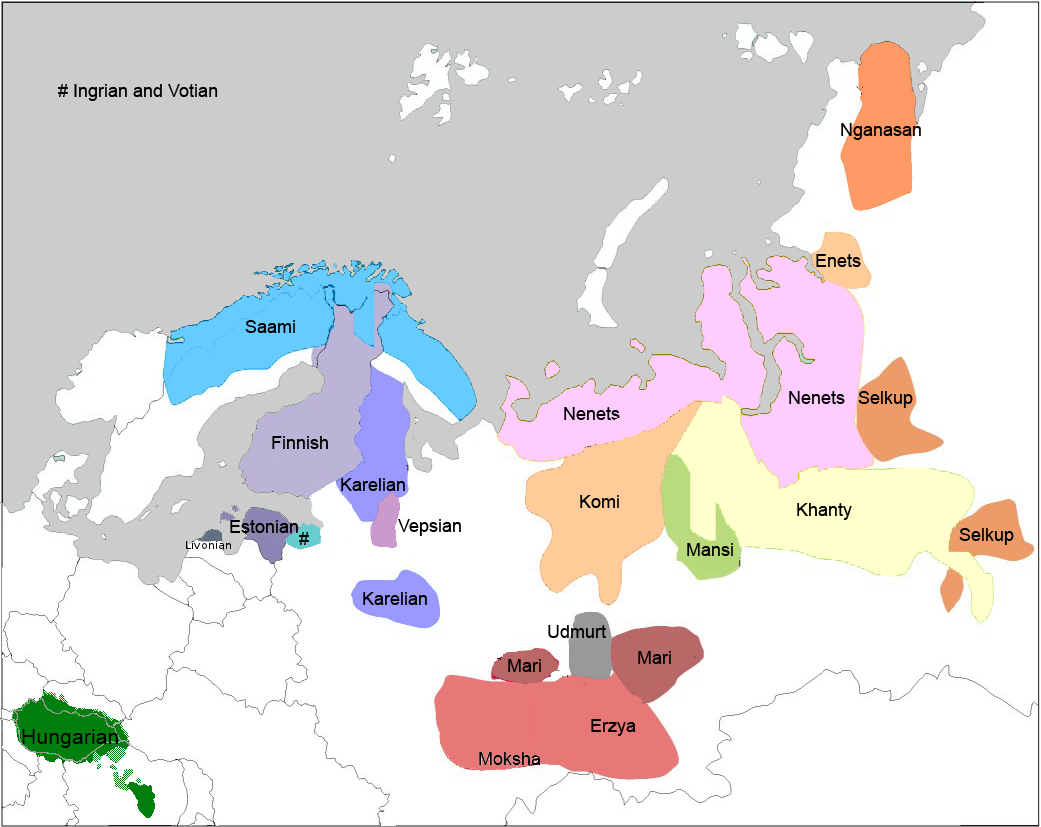
Llengües uralianes. Alguns estudiosos creuen que la llengua iukaguir pertany a la família uràlica.

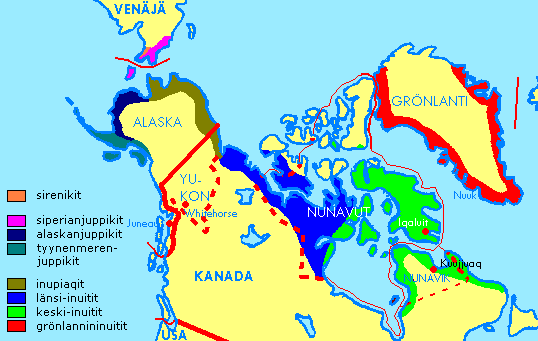
Llengua esquimal, branca de la família lingüística esquimo-aleutiana.

### Pobles uràlics
Les llengües uralianes conformen una unitat genealògica i una família lingüística, però no tots els pobles uràlics habiten a Sibèria ni practiquen el xamanisme. Les poblacions més grans, els hongaresos i els finesos, viuen fora de Sibèria i són majoritàriament cristians. D'altra banda, els pobles samis van mantenir les seves pràctiques xamàniques fins al segle xviii malgrat viure a Europa, mentre que altres pobles uràlics (com els hongaresos, finesos i maris) conserven només alguns vestigis del xamanisme primitiu. La majoria dels pobles uràlics viuen fora de Sibèria, encara que alguns eren originaris de la regió, i en algun moment van emigrar als seus llocs de residència actuals. La ubicació original dels pobles proto-uràlics, així com la seva extensió, estan encara en qüestió. Algunes recerques combinant la lingüística amb la geobotànica (la distribució de diverses espècies arbòries i la presència dels seus noms en diverses llengües uráliques) suggereixen que aquesta àrea es trobava entre els rius Kama i Viatka, en la part occidental dels Urals.

#### Pobles samoiedes
El xamanisme ha seguit viu, fins i tot en temps moderns entre diversos pobles samoiedes, especialment aquells que van viure aïllats fins a temps recents, com els nganasan. Hi havia diferents tipus de xamans entre els nenets, els enets i els selkup. Per exemple, el xaman nganasan utilitzava tres tocats diferents segons la situació: un per al món superior, un altre pel inframon i un altre per assistir als naixements.
Els pobles enet, nenet i nganasan parlen llengües samoiedes septentrionals i viuen al nord de Sibèria, encara que alguns nenets també es troben en parts europees. Els selkup, que viuen més al sud, són els únics que encara parlen una llengua samoieda meridional avui dia. Alguns habitants de les muntanyes Saian parlaven també altres llengües samoiedes, però aquestes van acabar extingint-se a causa d'un procés de substitució lingüística.

#### Nenets
Entre els nenets existien diversos tipus de xamans: uns per contactar amb el món superior, uns altres per contactar amb el inframon, i uns altres per contactar amb els morts.

#### Nganasan
A causa de l'aïllament dels nganasan, el xamanisme va seguir practicant-se en aquests pobles fins i tot al començament del segle xx. Les últimes cerimònies xamàniques nganasan van arribar a ser gravades en vídeo en els anys 70 d'aquest segle.
Una de les cerimònies practicades pels xamans era el ritu de neteja de la tenda o carpa, celebrat després de la nit polar, que incloïa sacrificis.

#### Samoiedes saian
Alguns pobles de les muntanyes Saian van parlar, en algun moment de la seva història, llengües samoiedes meridionals. La major part va patir un procés de substitució lingüística a principis i mitjans del segle xix, adoptant el llenguatge dels veïns pobles túrquics. L'idioma kamasià va sobreviure durant més temps: el 1914, encara existien catorze persones grans que el parlaven. A la finals del segle xx, alguns ancians encara tenien un coneixement passiu o fragmentari de la llengua, però ja resultava impossible recaptar dades científicament fiables sobre ella. Avui la llengua kamasiana es considera extinta.
El xamanisme va sobreviure encara més temps entre els pobles samoiedes de les muntanyes Saian, si es consideren els karagas com un poble samoieda(encara que aquesta consideració hagi estat discutida, ja que la qüestió dels seus orígens pot ser més complexa). Diószegi Vilmos, a la fi dels anys 50 del segle xx, va aconseguir gravar alguns relats folklòrics d'aquests pobles, i fins i tot va parlar personalment amb xamans ja retirats, gravant les seves històries personals, cançons i alguns dels seus instruments rituals.
Una pregunta interessant és si el seu tipus de xamanisme va ser adoptat a partir de les pràctiques dels seus veïns túrquics o si posseeix trets ètnics distintius d'origen pròpiament samoieda.
- Alguns estudis comparatius suggereixen que, de fet, va haver-hi diverses influències. El xamanisme dels karagas va tenir influències buriates i jakasio-túrquicas.[33] Entre les cultures soyot, els grups centrals, que viuen del bestiar i els cavalls, mostren trets propis dels mogols khalkha en les seves pràctiques xamàniques.[34][35] Un dels seus contes xamànics narra en forma de mite els contactes entre els soyot i els pobles jakasis.[36]
- Els karagas i els soyot orientals, pobles de muntanya dedicats a la cria de rens, tenen molts aspectes en comú respecte a la seva cultura i les seves pràctiques xamàniques.[37][38] Ambdues cultures posseeixen trets ètnics propis (per exemple, certes peculiaritats dels seus tambors xamànics enfront dels altres), cosa que no succeeix amb els pobles túrquics circumdants.[39] Una altra característica compartida per aquestes dues cultures, que podria ser d'origen samoieda, és que el tocat, el vestit i les botes dels xamans estan decorats amb imatges que representen òrgans i ossos humans, i en el cas del tocat, un rostre humà.[40][41] A més, una cançó cerimonial del xaman karaga Kokuyev incloïa l'expressió «el meu vestit de xaman amb set vèrtebres».[42] Hoppál interpreta els motius de la vestimenta xamànica dels karagas com a símbols del renaixement del xaman, i alguna cosa semblant pot veure's també en l'ornamentació de ferro en forma d'esquelet pròpia dels vestits xamànics del poble ket, encara que també podria simbolitzar els ossos de calàbria, l'animal-guia del xaman.[43][44][45] Les indumentàries amb motius o forma d'esquelets també solien simbolitzar el renaixement del xaman en altres cultures siberianes.[46]

#### Hongaresos
Al llarg del quart mil·lenni abans de Crist, els avantpassats dels magiars van emigrar des de la seva terra natal proto-uràlica a Sibèria fins a la plana pannònica, regió que inclou l'actual Hongria. Avui, els hongaresos ja no practiquen el xamanisme, però alguns dels seus elements segueixen presents en el seu folklore. Estudis comparatius revelen que alguns motius emprats en els relats orals, fragments de cançons i refranys conserven aspectes de l'antic sistema de creences. El etnògraf hongarès Diószegi Vilmos, en un intent per provar que existien vestigis del xamanisme en el folklore hongarès, va comparar els registres etnogràfics dels hongaresos i els pobles circumdants, així com obres sobre diverses tradicions xamàniques siberianes. Mihály Hoppál va continuar el treball de Diószegi Vilmos, comparant les creences xamàniques dels pobles uralians amb les de diversos pobles siberians no uràlics.
Encara que el folklore úgric (que inclou l'hongarès) preserva encara molts trets de caràcter xamànic, el xamanisme era ja una pràctica moribunda entre els pobles Khantis i Mansis en la dècada de 1930. A pesar que el xamanisme encara es manté en molts pobles indígenes, entre els pobles úgrics només és àmpliament practicat pels Khantis.

### Ket

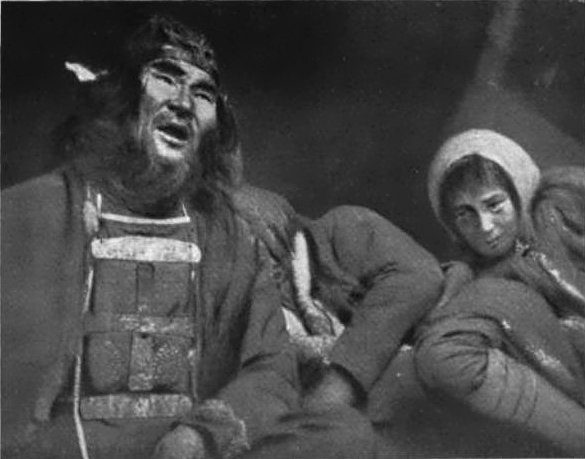
Xaman ket, 1914.

La cultura tradicional dels kets va ser investigada per Matthias Castrén, Vasily Ivanovich Anuchin, Kai Donner, Hans Findeisen i Yevgeniya Alekseyevna, entre d'altres. Entre els ket, el xamanisme es va seguir practicant fins a la dècada de 1930, però en els anys 60 ja gairebé no podien trobar-se xamans genuïns. El seu tipus de xamanisme compartia certes característiques amb el dels pobles mongols i túrquics. Hi havia diversos tipus de xamans, diferenciats segons la seva funció (ritus sagrats, curacions), segons el seu poder, i segons els seus animals associats (cérvol, os). Entre els ket, igual que en el cas d'altres pobles siberians (com els karagas), existeix un simbolisme relacionat amb els ossos i els esquelets, que Hoppál interpreta com a símbols de renaixement del xaman. No obstant això, com s'apuntava abans, també podrien simbolitzar els ossos de calabria, l'animal-guia del xaman, que uneix el món de l'aire i el món subaqüàtic, igual que el xaman viatja tant pels cels com pels inframons.

### Pobles túrquics
Els pobles túrquics s'estenen per un vast territori i són bastant diferents entre si. En alguns casos, el xamanisme ha estat en gran manera amalgamat amb l'Islam, i en uns altres amb el budisme, però també sobreviuen tradicions xamàniques primitives entre els tàrtars de Sibèria, els tuvinians i els tofalar.
Els turcs altaics poden estar relacionats amb els seus veïns úgrics, samoiedes, ket o mongols. S'han trobat restes etnogràfiques d'aquest passat comú en els actuals habitants de parla turca del massís de l'Altái: per exemple, alguns d'ells celebren ritus de fertilitat centrats en l'erotisme i el simbolisme fàl·lic, que poden comparar-se amb ritus similars entre els pobles úgrics.

### Pobles tungusos

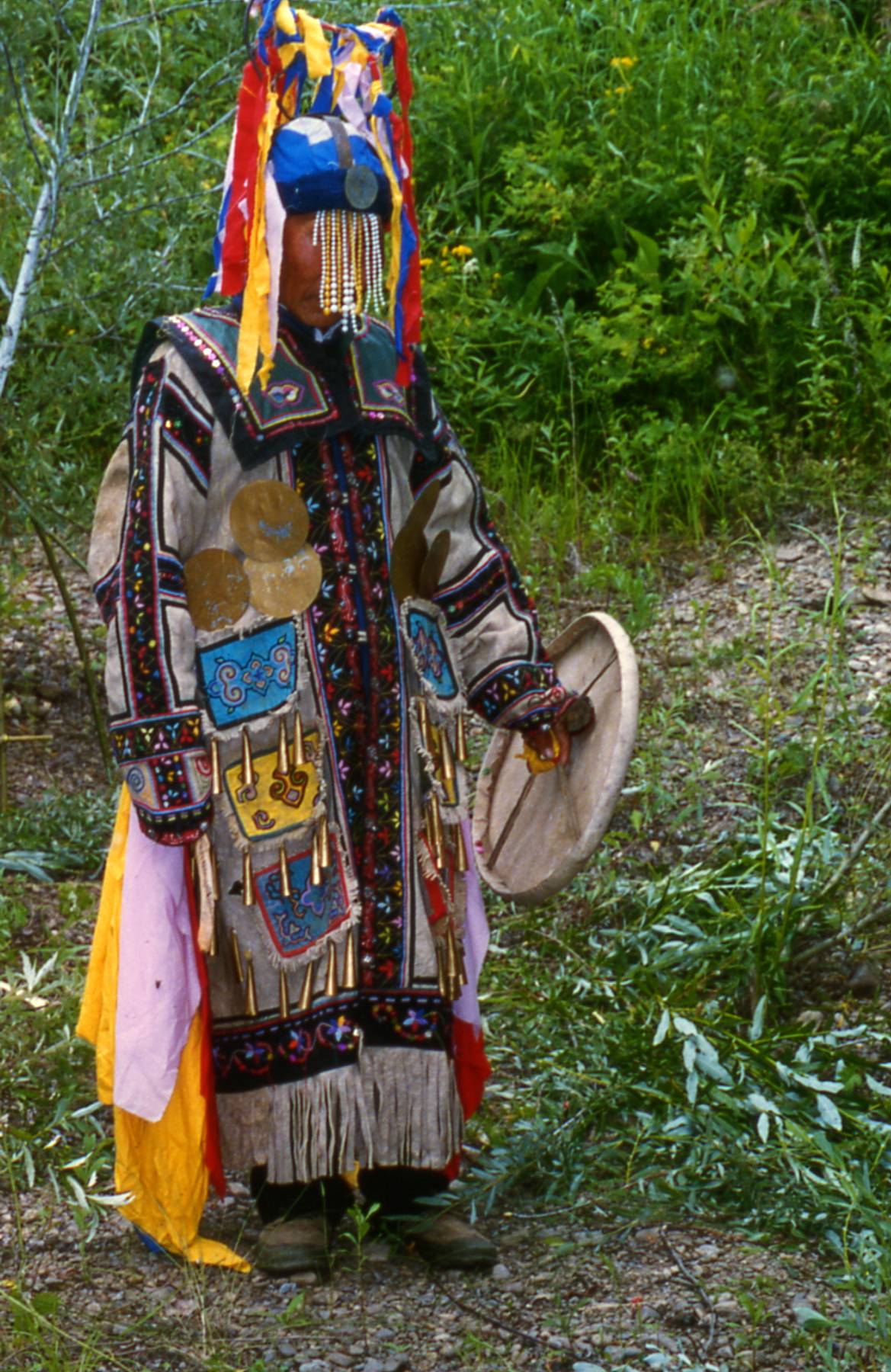
Chuonnasuan (1927–2000), l'últim xaman del poble oroqen, fotografiat per Richard Noll al juliol 1994 a Manxuria, prop de la frontera formada pel riu Amur entre Xina i Rússia (Sibèria). El xamanisme oroqen es troba ja extint.

Entre els pobles tungusos de Sibèria la pràctica del xamanisme està àmpliament estesa.
El conte popular Nišan saman-i bithe, que narra la història de la resurrecció del fill d'un ric terratinent per part d'una dona xaman, forma part del folklore de diversos pobles tungusos, entre ells els manxús, els evenkis i els hezhen o nanái.

### Coriacs i chucots
Lingüísticament, els koriaks i els txuktxis estan estretament relacionats amb els yupik. Es coneix l'existència de pràctiques xamàniques entre els koriaks.

### Yupik

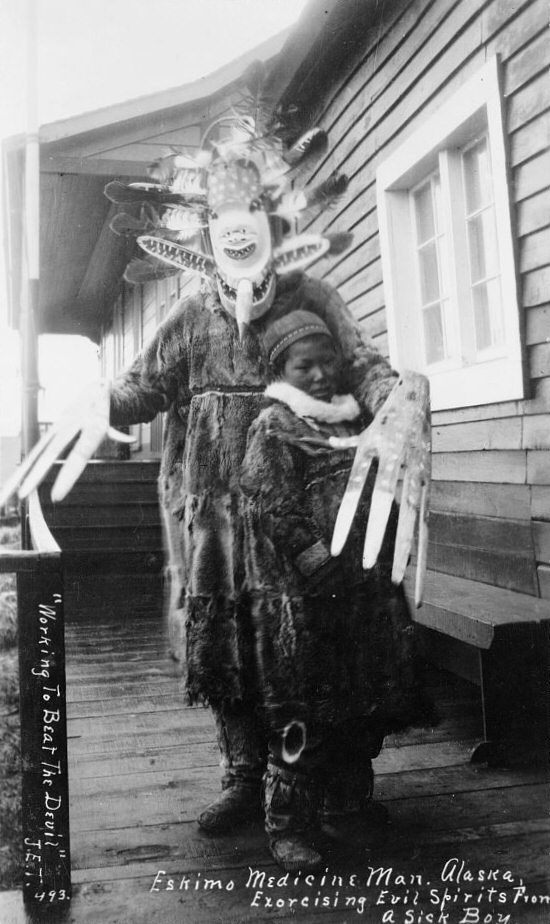
Un xaman yupik expulsant als esperits malvats d'un nen malalt a Nushagak, Alaska, sobre el 1890.

Els grups yupik s'estenen per un vast territori que va des de Sibèria oriental fins a Alaska, el nord de Canadà (incloent la Península del Labrador) i Groenlàndia.
Les pràctiques xamàniques dels yupik difereixen entre els diferents grups. El concepte d'ànima, per exemple, varia entre les diferents cultures yupik. Per exemple, alguns grups creien que als nens se'ls havien d'assignar «noms guardians» heretats d'algun familiar mort recentment. Per a alguns, aquesta creença implicava certa forma de reencarnació. El xamanisme dels yupik també tindria una concepció dualista de l'ànima (soul dualism), per la qual l'«ànima lliure» (per oposició al «ànima corporal») del xaman podia volar cap a mons celestes o subterranis, contactant allí amb éssers mitològics i negociant amb ells per posar fi a un mal determinat o per assegurar una caça reeixida. En cas de descobrir que la ira d'aquests éssers havia estat causada per la violació d'algun tabú, el xaman passava a exigir als membres de la comunitat que es confessessin davant ell.
En la majoria de les cultures, la condició de xaman podia ser refusada pel candidat: encara que la vocació al xamanisme podia venir a través de visions i un altre tipus de senyals, en general requeria també una decisió conscient.

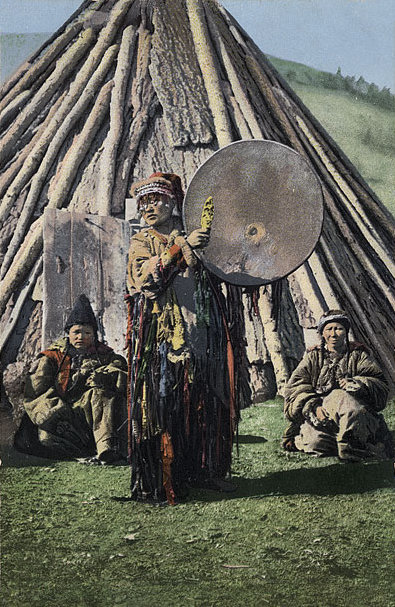
Una dona xaman Khakassos o kijí altaica a principis del. El seu origen exacte no pot determinarse a partir de la imatge.

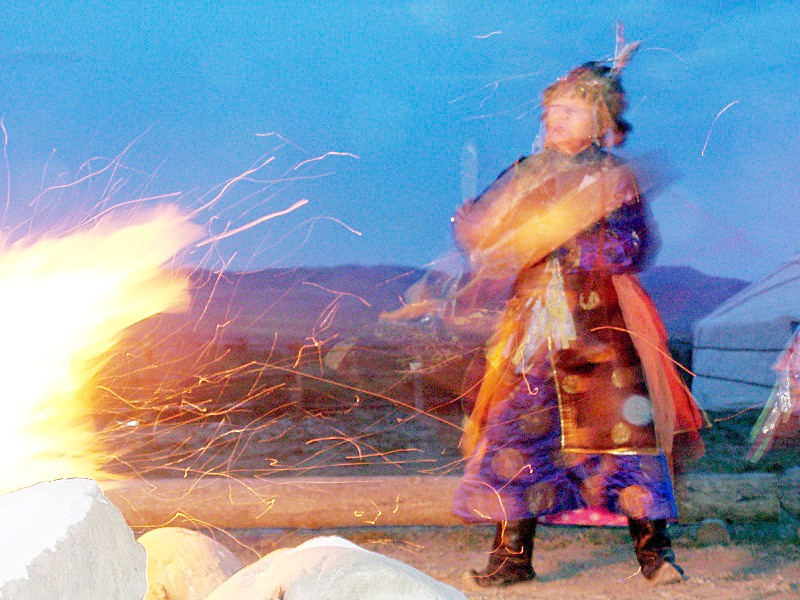
Un xaman guiant una cerimònia de foc en Kizil, república de Tuvà, Rússia.